# NGC 277
NGC 277 (również PGC 2995) – galaktyka eliptyczna (E-S0), znajdująca się w gwiazdozbiorze Wieloryba. Odkrył ją Heinrich Louis d’Arrest 8 października 1864 roku.